# Liste von Wegweisersäulen im Landkreis Görlitz
- Karte mit allen Koordinaten:
- OSM |
- WikiMap

Diese Aufzählung ist eine Teilliste der Liste von Wegweisersäulen in Sachsen.

## Landkreis Görlitz

### Bernstadt a. d. Eigen
| Bild         | Bezeichnung                       | Lage                                    | Datierung | Beschreibung | ID       |
| ------------ | --------------------------------- | --------------------------------------- | --------- | --- | -------- |
| Bild gesucht | Wegestein Dittersbach a. d. Eigen | Dorfstraße (Ecke Klosterstraße) (Karte) | Um 1800   | Verkehrsgeschichtlich von Bedeutung, Granit, ca. 2,50 m hoch, abgefaste Kanten, Kerbornamente, Schriftteile unleserlich | 09274401 |

### Boxberg/O.L.
| Bild              | Bezeichnung             | Lage                                               | Datierung       | Beschreibung | ID       |
| ----------------- | ----------------------- | -------------------------------------------------- | --------------- | --- | -------- |
| Bild gesucht      | Wegestein               | (1 km östlich Dürrbach, nahe Heideteich) (Karte)   | 19. Jahrhundert | Verkehrsgeschichtlich von Bedeutung, Granit, ca. 1,60 m hoch                                                                           | 08985414 |
| Bild gesucht      | Wegestein Dürrbach      | Schäferei (Karte)                                  | 19. Jahrhundert | Verkehrsgeschichtlich von Bedeutung, Granit, ca. 1,60 m hoch                                                                           | 08985420 |
| Wegestein Kaschel | Wegestein Kaschel       | (Ortsmitte) (Karte)                                | 19. Jahrhundert | Verkehrsgeschichtlich von Bedeutung, Granitstele, ca. 1,40 m hoch, stark abgefaste Kanten, flachpyramidaler Abschluss                  | 08985393 |
| Bild gesucht      | Wegestein Klein-Radisch | (200 m südlich des Ortes) (Karte)                  | 19. Jahrhundert | Verkehrsgeschichtlich von Bedeutung, Granit, ca. 1 m hoch                                                                              | 08985412 |
| Bild gesucht      | Wegestein               | Neudorfer Weg, 100 m westlich der Ortslage (Karte) | 19. Jahrhundert | Verkehrsgeschichtlich von Bedeutung, Granit, ca. 1,10 m hoch                                                                           | 08985409 |
| Wegestein         | Wegestein               | (1 km südlich von Zimpel) (Karte)                  | 19. Jahrhundert | Verkehrsgeschichtlich von Bedeutung, Granitstele, quadratischer Querschnitt, sich nach oben hin verjüngend, flachpyramidaler Abschluss | 08985395 |

### Ebersbach-Neugersdorf
| Bild                | Bezeichnung         | Lage                       | Datierung | Beschreibung | ID |
| ------------------- | ------------------- | -------------------------- | --------- | ------------ | -- |
| Wegestein Ebersbach | Wegestein Ebersbach | Bautzener Straße 1 (Karte) |           |              |    |

### Hähnichen
| Bild           | Bezeichnung         | Lage                                              | Datierung       | Beschreibung                        | ID       |
| -------------- | ------------------- | ------------------------------------------------- | --------------- | ----------------------------------- | -------- |
| Bild gesucht   | Wegestein Hähnichen | Koseler Straße (Karte)                            | 19. Jahrhundert | Baugeschichtlich von Bedeutung      | 09274361 |
| Bild gesucht   | Wegestein Quolsdorf | Hauptstraße (Abzweig nach Heinrichswalde) (Karte) | 19. Jahrhundert | Verkehrsgeschichtlich von Bedeutung | 09274354 |
| Weitere Bilder | Wegestein Trebus    | Dorfstraße (Ecke Fiebigweg) (Karte)               | 19. Jahrhundert | Verkehrsgeschichtlich von Bedeutung | 09273215 |

### Herrnhut
| Bild           | Bezeichnung                    | Lage                                                                                                  | Datierung       | Beschreibung                                                            | ID       |
| -------------- | ------------------------------ | --- | --------------- | ----------------------------------------------------------------------- | -------- |
| Bild gesucht   | Wegestein                      | Friedensthaler Straße (am Ortsausgang Richtung Obercunnersdorf) (Karte)                               | 19. Jahrhundert | Verkehrsgeschichtlich von Bedeutung                                     | 08960779 |
| Bild gesucht   | Wegestein Neundorf a. d. Eigen | Burkersdorfer Straße 7 (neben), Kreuzung bei Gartenbau-Renner (Karte)                                 | 19. Jh.         | Granit, ca. 1 m hoch, verkehrsgeschichtlich von Bedeutung               | 08961009 |
| Bild gesucht   | Wegestein                      | Viebig (nördlicher Ortsausgang) (Karte)                                                               | 19. Jh.         | Granit, ca. 1 m hoch, verkehrsgeschichtlich von Bedeutung               | 08961027 |
| Bild gesucht   | Wegestein Rennersdorf          | (Gemarkung Niederrennersdorf, Flurstück 685/1, Gemeindegrenze Richtung Bernstadt a. d. Eigen) (Karte) | 19. Jahrhundert | Verkehrsgeschichtlich von Bedeutung                                     | 08960886 |
| Weitere Bilder | Wegestein Ruppersdorf          | Oderwitzer Straße, Ninive (Abzweig Birkmühlstraße) (Karte)                                            | 19. Jahrhundert | Granitsäule mit Entfernungsangaben, verkehrsgeschichtlich von Bedeutung | 09226522 |

### Hohendubrau
| Bild                                                           | Bezeichnung                                                    | Lage                                                                 | Datierung                 | Beschreibung | ID       |
| -------------------------------------------------------------- | -------------------------------------------------------------- | -------------------------------------------------------------------- | ------------------------- | --- | -------- |
| Wegestein Dauban                                               | Wegestein Dauban                                               | (Waldweg, 500 m nordwestlich Abzweig) (Karte)                        | 2. Hälfte 19. Jahrhundert | Verkehrsgeschichtlich von Bedeutung | 09269161 |
| Wegestein                                                      | Wegestein                                                      | Halbendorfer Weg (Karte)                                             | 2. Hälfte 19. Jahrhundert | Verkehrsgeschichtlich von Bedeutung | 09269160 |
| Bild gesucht                                                   | Wegestein                                                      | (600 m südwestlich Weigersdorf, ehemalige sächsische Grenze) (Karte) | 19. Jahrhundert           | Verkehrsgeschichtlich von Bedeutung | 09269163 |
| Pilarpaar Nr. 68 sowie 14 Läufersteine, daneben eine Wegesäule | Pilarpaar Nr. 68 sowie 14 Läufersteine, daneben eine Wegesäule | (600 m westlich Weigersdorf, Flurstück 67) (Karte)                   | Nach 1828                 | Siehe auch Sachgesamtheitsdokument – Obj. 09305644; vermessungsgeschichtlich und landesgeschichtlich von Bedeutung als Zeitdokument der historischen Grenzziehung zwischen Sachsen und Preußen nach dem Wiener Kongress 1815. | 09269162 |

### Horka
| Bild           | Bezeichnung          | Lage                                          | Datierung       | Beschreibung                        | ID       |
| -------------- | -------------------- | --------------------------------------------- | --------------- | ----------------------------------- | -------- |
| Bild gesucht   | Wegestein Biehain    | Horkaer Straße (Ecke Dorfstraße) (Karte)      | 19. Jahrhundert | Verkehrshistorisch von Bedeutung    | 08985850 |
| Bild gesucht   | Wegestein Biehain    | Zur Wasserscheide (Karte)                     | 19. Jahrhundert | Verkehrsgeschichtlich von Bedeutung | 08985847 |
| Bild gesucht   | Wegestein Horka      | (südwestlich vom Waldsee) (Karte)             | 19. Jahrhundert | Verkehrsgeschichtlich von Bedeutung | 08985862 |
| Wegestein      | Wegestein            | Am Gemeindeamt 9 (gegenüber) (Karte)          | 19. Jahrhundert | Verkehrsgeschichtlich von Bedeutung | 08985819 |
| Weitere Bilder | Wegestein            | Görlitzer Straße (Abzweig Mückenhain) (Karte) | 19. Jahrhundert | Verkehrsgeschichtlich von Bedeutung | 08985851 |
| Bild gesucht   | Wegestein Mückenhain | (südwestlich von Biehain) (Karte)             | 19. Jahrhundert | Verkehrsgeschichtlich von Bedeutung | 08985861 |

### Kodersdorf
| Bild           | Bezeichnung          | Lage                                             | Datierung       | Beschreibung                        | ID       |
| -------------- | -------------------- | ------------------------------------------------ | --------------- | ----------------------------------- | -------- |
| Weitere Bilder | Wegestein Kodersdorf | Bahnhofstraße (Ecke Mückenhainer Straße) (Karte) | 19. Jahrhundert | Verkehrsgeschichtlich von Bedeutung | 09300627 |

### Kottmar
| Bild                      | Bezeichnung               | Lage                                                                  | Datierung       | Beschreibung | ID       |
| ------------------------- | ------------------------- | --------------------------------------------------------------------- | --------------- | --- | -------- |
| Wegestein Obercunnersdorf | Wegestein Obercunnersdorf | Hauptstraße (Ecke Kottmarsdorfer Straße, nahe Hauptstraße 27) (Karte) | 19. Jahrhundert | Verkehrsgeschichtlich von Bedeutung | 08961878 |
| Weitere Bilder            | Wegestein Ottenhain       | Löbauer Straße 1 (bei), Ecke Dorfstraße (Karte)                       | 19. Jahrhundert | Etwa 1,40 m hoher Wegstein aus Granit mit allseitig eingetieften Inschriftenfeldern und abgefasten Kanten. Er markiert den Abzweig nach Niedercunnersdorf auf der historischen Verbindungsstraße zwischen Bautzen und Zittau und ist verkehrsgeschichtlich von Bedeutung. | 08960700 |
| Bild gesucht              | Wegestein Walddorf        | Kottmarhäuser 12 (gegenüber) (Karte)                                  | Um 1900         | Verkehrsgeschichtlich von Bedeutung | 08960230 |

### Kreba-Neudorf
| Bild         | Bezeichnung       | Lage                                                                           | Datierung       | Beschreibung                        | ID       |
| ------------ | ----------------- | ------------------------------------------------------------------------------ | --------------- | ----------------------------------- | -------- |
| Bild gesucht | Wegestein Neudorf | (Neudorfer Heide, im Wald westlich von Kreba, Flur 26, Flurstück 6) (Karte)    | 19. Jahrhundert | Verkehrsgeschichtlich von Bedeutung | 09279031 |
| Bild gesucht | Wegestein         | (Neudorfer Heide, im Wald westlich von Neudorf, Flur 26, Flurstück 33) (Karte) | 19. Jahrhundert | Verkehrsgeschichtlich von Bedeutung | 09279030 |
| Bild gesucht | Wegestein         | (Neudorfer Heide, im Wald westlich von Neudorf, Flur 26, Flurstück 36) (Karte) | 19. Jahrhundert | Verkehrsgeschichtlich von Bedeutung | 09279029 |
| Bild gesucht | Wegestein         | (Neudorfer Heide, im Wald westlich von Kreba, Flur 26, Flurstück 14) (Karte)   | 19. Jahrhundert | Verkehrsgeschichtlich von Bedeutung | 09279028 |

### Lawalde
| Bild         | Bezeichnung          | Lage                                                             | Datierung       | Beschreibung                        | ID       |
| ------------ | -------------------- | ---------------------------------------------------------------- | --------------- | ----------------------------------- | -------- |
| Bild gesucht | Wegestein Kleindehsa | (Ortsausgang von Streitfeld, an der Streitfelder Straße) (Karte) | 19. Jahrhundert | Verkehrsgeschichtlich von Bedeutung | 08960386 |
| Bild gesucht | Wegestein Kleindehsa | Bergstraße (Ecke Hauptstraße) (Karte)                            | 19. Jahrhundert | Verkehrsgeschichtlich von Bedeutung | 08960395 |
| Bild gesucht | Wegestein Kleindehsa | Dorfstraße (Ecke Hauptstraße) (Karte)                            | 19. Jahrhundert | Verkehrsgeschichtlich von Bedeutung | 08960406 |

### Löbau
| Bild             | Bezeichnung                    | Lage                                                                                     | Datierung       | Beschreibung                                                  | ID       |
| ---------------- | ------------------------------ | ---------------------------------------------------------------------------------------- | --------------- | ------------------------------------------------------------- | -------- |
| Bild gesucht     | Wegestein Bellwitz             | Schmiedebergstraße (Ecke Alter Schulweg) (Karte)                                         | 19. Jahrhundert | Verkehrsgeschichtlich von Bedeutung                           | 08960574 |
| Bild gesucht     | Wegestein Georgewitz           | An der Skala (Ecke Am Löbauer Wasser) (Karte)                                            | 19. Jahrhundert | Verkehrsgeschichtlich von Bedeutung                           | 08960571 |
| Wegestein Nechen | Wegestein Nechen               | Lauchaer Straße (300 m nordöstlich des Ortes) (Karte)                                    | 19. Jahrhundert | Granit, verkehrsgeschichtlich von Bedeutung                   | 08960243 |
| Bild gesucht     | Wegestein Rosenhain            | Am Berg (400 m westlich des Abzweiges Dolgowitz) (Karte)                                 | 19. Jahrhundert | Granit, verkehrsgeschichtlich von Bedeutung                   | 08960287 |
| Wegestein        | Wegestein                      | Am Rosenhain 9 (bei) (Karte)                                                             | Nach 1875       | Granit, verkehrsgeschichtlich von Bedeutung                   | 08960282 |
| Bild gesucht     | Wegestein                      | Laubaner Landstraße 17 (an der B6) (Karte)                                               | Nach 1875       | Verkehrsgeschichtlich von Bedeutung                           | 08960295 |
| Bild gesucht     | Wegestein Wendisch-Cunnersdorf | Alte Cunnersdorfer Straße (Ortsausgang Süd) (Karte)                                      | Nach 1875       | Granit, ca. 1, 60 m hoch, verkehrsgeschichtlich von Bedeutung | 08960277 |
| Bild gesucht     | Wegestein Wohla                | (Flurstück 397, ca. 1300 m südlich von Wohla bei Munschke, am Weg nach Eiserode) (Karte) | 19. Jahrhundert | Granit, verkehrsgeschichtlich von Bedeutung                   | 08960242 |
| Weitere Bilder   | Wegestein                      | (Flurstück 275, nördlicher Ortsausgang) (Karte)                                          | 19. Jahrhundert | Granit, über 2 m hoch, verkehrsgeschichtlich von Bedeutung    | 08960636 |

### Markersdorf_(Sachsen)
| Bild                        | Bezeichnung                 | Lage                                | Datierung              | Beschreibung                                                        | ID       |
| --------------------------- | --------------------------- | ----------------------------------- | ---------------------- | ------------------------------------------------------------------- | -------- |
| Wegestein Deutsch-Paulsdorf | Wegestein Deutsch-Paulsdorf | Am Spitzberg 8 (neben) (Karte)      | 19. Jahrhundert        | Verkehrsgeschichtlich von Bedeutung                                 | 09300818 |
| Bild gesucht                | Wegestein Friedersdorf      | Ortsstraße 2, 3 (unterhalb) (Karte) | Frühes 19. Jahrhundert | Granitsteinerne Wegweisersäule, verkehrsgeschichtlich von Bedeutung | 09274843 |

### Neißeaue
| Bild         | Bezeichnung             | Lage                                                                  | Datierung       | Beschreibung                                                                     | ID       |
| ------------ | ----------------------- | --------------------------------------------------------------------- | --------------- | -------------------------------------------------------------------------------- | -------- |
| Bild gesucht | Wegestein Deschka       | (Kirschallee, 500 m westlich des Ortes) (Karte)                       | 19. Jahrhundert | Bestandteil der „Kahlen Meile“ (Poststraße), verkehrsgeschichtlich von Bedeutung | 08992074 |
| Bild gesucht | Wegestein Groß Krauscha | (Ortsausgang Nord, angrenzend an die Flur von Klein-Krauscha) (Karte) | 19. Jahrhundert | Verkehrsgeschichtlich von Bedeutung                                              | 08992085 |

### Oderwitz
| Bild         | Bezeichnung                          | Lage                                                                                                  | Datierung           | Beschreibung                                             | ID       |
| ------------ | ------------------------------------ | --- | ------------------- | -------------------------------------------------------- | -------- |
| Bild gesucht | Wegesäule Niederoderwitz             | Großhennersdorfer Straße 34 (gegenüber), in der Nähe des ehemaligen Gasthauses „Nadelbüschel“ (Karte) | 19. Jahrhundert     | Verkehrsgeschichtlich von Bedeutung                      | 09271386 |
| Bild gesucht | Brücke, davor Wegestein Oberoderwitz | Adlerberg (Ecke Hauptstraße) (Karte)                                                                  | Bezeichnet mit 1838 | Baugeschichtlich und verkehrsgeschichtlich von Bedeutung | 08962130 |

### Oppach
| Bild           | Bezeichnung                             | Lage                         | Datierung    | Beschreibung | ID       |
| -------------- | --------------------------------------- | ---------------------------- | ------------ | --- | -------- |
| Weitere Bilder | Rittergut Niederoppach (Sachgesamtheit) | Am Alten Graben 2, 4 (Karte) | Kern um 1790 | Sachgesamtheit Rittergut Niederoppach, mit folgenden Einzeldenkmalen: Schloss, Tor und Einfriedungspfeiler, im Schlosspark Wasserhaus, Steintisch mit zwei Steinbänken, Wegestein (siehe auch Einzeldenkmale 08962733) sowie Brücke (siehe auch Einzeldenkmal 08962734), und als Sachgesamtheitsteil: Schlosspark (Gartendenkmal) mit Resten einer Wallanlage; Schloss zweigeschossig im Tudorstil, Wasserhaus Bruchstein, oben Zierfachwerk, vielleicht ehemals für Feuerspritze, Wegestein mit Relief einer aus einem Teich auffliegenden Ente und Ortsnamen, baugeschichtliche und ortsgeschichtliche Bedeutung | 09303149 |

### Oybin
| Bild                                     | Bezeichnung                              | Lage                                                                                           | Datierung       | Beschreibung                                                                                                  | ID       |
| ---------------------------------------- | ---------------------------------------- | ---------------------------------------------------------------------------------------------- | --------------- | --- | -------- |
| Ca. 20 hangseitig befindliche Wegesteine | Ca. 20 hangseitig befindliche Wegesteine | Hainbergweg (Straße zwischen Oybin und dem alten Ortsteil Hain, Alte Hainstraße Oybin) (Karte) | 19. Jahrhundert | Darunter ein halbrunder Ringstein aus Sandstein, verkehrsgeschichtlich und technikgeschichtlich von Bedeutung | 09278866 |

### Quitzdorf_am_See
| Bild                    | Bezeichnung             | Lage                                  | Datierung       | Beschreibung                        | ID       |
| ----------------------- | ----------------------- | ------------------------------------- | --------------- | ----------------------------------- | -------- |
| Zwei Wegesteine Horscha | Zwei Wegesteine Horscha | (350 m südwestlich des Ortes) (Karte) | 19. Jahrhundert | Verkehrsgeschichtlich von Bedeutung | 09268366 |

### Rosenbach_(Oberlausitz)
| Bild         | Bezeichnung           | Lage                                               | Datierung           | Beschreibung | ID       |
| ------------ | --------------------- | -------------------------------------------------- | ------------------- | --- | -------- |
| Bild gesucht | Wegestein Bischdorf   | Untere Dorfstraße (Abzweig nach Dolgowitz) (Karte) | 19. Jahrhundert     | Verkehrsgeschichtlich von Bedeutung, Granitpfeiler mit eingetieften Schriftfeldern, Pyramidenabschluss, ca. 1,50 m hoch | 08962805 |
| Bild gesucht | Wegestein Herwigsdorf | Steinbergstraße 17 (vor) (Karte)                   | Bezeichnet mit 1859 | Verkehrsgeschichtlich von Bedeutung, in Sandstein                                                                       | 08962839 |

### Schöpstal
| Bild                                               | Bezeichnung                                        | Lage                | Datierung                      | Beschreibung                                              | ID       |
| -------------------------------------------------- | -------------------------------------------------- | ------------------- | ------------------------------ | --------------------------------------------------------- | -------- |
| Bild gesucht                                       | Wegestein Ebersbach                                | Kirchberg (Karte)   | 19. Jahrhundert                | Verkehrsgeschichtlich von Bedeutung                       | 09269933 |
| Ehemaliger Wegestein, Anzeiger für Hochwasserpegel | Ehemaliger Wegestein, Anzeiger für Hochwasserpegel | Morgenseite (Karte) | Wahrscheinlich 18. Jahrhundert | Verkehrsgeschichtlich und ortsgeschichtlich von Bedeutung | 09269924 |

### Vierkirchen (Oberlausitz)
| Bild         | Bezeichnung | Lage                                              | Datierung       | Beschreibung                                                     | ID       |
| ------------ | ----------- | ------------------------------------------------- | --------------- | ---------------------------------------------------------------- | -------- |
| Arnsdorf     | Arnsdorf    | (Karte)                                           |                 |                                                                  |          |
| Arnsdorf     | Arnsdorf    | (Karte)                                           |                 |                                                                  |          |
| Döbschütz    | Döbschütz   | (Karte)                                           |                 |                                                                  |          |
| Bild gesucht | Wegestein   | Heideberg 56 (neben) (Karte)                      | 19. Jahrhundert | Verkehrsgeschichtlich von Bedeutung                              | 09301013 |
| Wegestein    | Wegestein   | Prachenau (500 m östlich des Ortes) (Karte)       |                 | Inschrift: Reichenbach 8 km/ Diehsa 5,5 km                       | 09301017 |
| Wegestein    | Wegestein   | Prachenau (Ortsausgang Richtung Buchholz) (Karte) |                 | Inschrift: Diehsa 5,5 km/Träna 6 km/Krischa 3,5 km/Budusin 26 km | 09271963 |

### Waldhufen
| Bild                        | Bezeichnung                                        | Lage                                                                          | Datierung                                                        | Beschreibung                                             | ID       |
| --------------------------- | -------------------------------------------------- | ----------------------------------------------------------------------------- | ---------------------------------------------------------------- | -------------------------------------------------------- | -------- |
| Wegestein Diehsa            | Wegestein Diehsa                                   | (gegenüber der Kirche) (Karte)                                                | 19. Jahrhundert                                                  | Verkehrsgeschichtlich von Bedeutung                      | 09268967 |
| Weitere Bilder              | Wegestein                                          | Zum Lurchenberg (Ecke Alte Radischer Straße) (Karte)                          | 19. Jahrhundert                                                  | Verkehrsgeschichtlich von Bedeutung                      | 09268975 |
| Wegestein Jänkendorf        | Wegestein Jänkendorf                               | (Ortseingang von Wiesa kommend, An der Scheibe Ecke Ullersdorf-Wiesa) (Karte) | 19. Jahrhundert                                                  | Verkehrsgeschichtlich von Bedeutung                      | 09268831 |
| Wegestein Jänkendorf        | Wegestein Jänkendorf                               | (500 m westlich von Wilhelminenthal) (Karte)                                  | 19. Jahrhundert                                                  | Verkehrsgeschichtlich von Bedeutung                      | 09268830 |
| Wegestein Jänkendorf        | Wegestein Jänkendorf                               | (Straße nach Niesky, 500 Meter nordöstlich von Ullersdorf) (Karte)            | 19. Jahrhundert                                                  | Verkehrsgeschichtlich von Bedeutung                      | 09268829 |
| Zwei Wegesteine Jänkendorf  | Zwei Wegesteine Jänkendorf                         | Thiemendorfer Weg (200 Meter südlich des Scheibenteiches) (Karte)             | 19. Jahrhundert                                                  | Verkehrsgeschichtlich von Bedeutung                      | 09268951 |
| Bild gesucht                | Bruchsteinscheune und Wegestein Nieder Seifersdorf | Hauptstraße 88 (Karte)                                                        | 2. Hälfte 19. Jahrhundert (Scheune); 19. Jahrhundert (Wegestein) | Baugeschichtlich und verkehrsgeschichtlich von Bedeutung | 09268879 |
| Bild gesucht                | Wegestein Thiemendorf                              | (Straße nach Wiesa, 1 km vor dem Ortseingang) (Karte)                         | 19. Jahrhundert                                                  | Verkehrsgeschichtlich von Bedeutung                      | 09268949 |
| Zwei Wegesteine Thiemendorf | Zwei Wegesteine Thiemendorf                        | (südöstlich des Ortsendes, Richtung Königshain) (Karte)                       | Einer bezeichnet mit 1869; 19. Jahrhundert                       | Verkehrsgeschichtlich von Bedeutung                      | 09268960 |

### Zittau
| Bild                 | Bezeichnung           | Lage                                              | Datierung | Beschreibung                        | ID       |
| -------------------- | --------------------- | ------------------------------------------------- | --------- | ----------------------------------- | -------- |
| Bild gesucht         | Wegesäule Dittelsdorf | Dorfstraße 2 (neben), Ecke Schlegler Feld (Karte) | Um 1910   | Verkehrsgeschichtlich von Bedeutung | 09271650 |
| Wegesäule Eichgraben | Wegesäule Eichgraben  | (Karte)                                           |           |                                     |          |